# Margarete Schütte-Lihotzky
Margarete Schütte-Lihotzky (Viena, 23 de janeiro de 1897 – 18 de janeiro de 2000) foi uma arquiteta austríaca, primeira mulher na Áustria a se formar em arquitetura, ativista comunista na resistência alemã e austríaca ao nazismo. 
Conhecida internacionalmente pelo design pioneiro da Cozinha de Frankfurt.

## Biografia

### Primeiros anos
Margarete nasceu em Viena, em 1897, em uma família de comerciantes em Margareten, o quinto distrito de Viena desde 1850. Era filha de Julie Bode, parente de Wilhelm von Bode, historiador e curador de arte alemão; e de Erwin Lihotzky, pacifista e liberal, que muito comemorou o fim do Império Austro-Húngaro e a fundação da república em 1918. Seu avô, Gustav Lihotzky, foi prefeito de Czernowitz, Ducado de Bucovina. 
A nova república austríaca modernizou muitas leis no país, tanto que Margarete foi a primeira mulher a estudar na Kunstgewerbeschule, hoje a Universidade de Artes Aplicadas de Viena. Lá foi aluna de renomados artistas da época, como Josef Hoffmann, Anton Hanak e Oskar Kokoschka. Mas Margarete quase não se matriculou. Sua mãe precisou persuadir um amigo próximo a falar com o pintor Gustav Klimt, pedindo uma carta de recomendação para a filha. 
Em seu aniversário de 100 anos, em 1997, Margarete recordou dessa época.
| “ | Em 1916, ninguém jamais imaginaria ver uma mulher sendo contratada para construir uma casa. Nem eu. | ” |

### Graduação e carreira
Durante a graduação, Margarete começou a ganhar prêmios por seus projetos, sob a orientação do professor Oskar Strnad. Oskar era um dos pioneiros da sozialer Wohnbau, ou habitação social, em Viena, construindo casas confortáveis e acessíveis para a classe trabalhadora. Inspirando-se em seu professor, Margarete compreendeu que unir o design à funcionalidade arquitetônica era uma tendência ainda inexplorada e que teria grande demanda no futuro.
Depois de se formar, colaborou em vários projetos de colegas como os assentamentos para veteranos da Primeira Guerra Mundial, de Adolf Loos. Trabalhou nesta época com o arquiteto Josef Frank e com o filósofo Otto Neurath. Vários de seus projetos e memórias foram reunidos em sua biografia, Warum ich Architektin wurde (Por que me tornei arquiteta).
Em 1926, Margarete foi convocada ao Hochbauamt do conselho municipal de Frankfurt, na Alemanha, pelo arquiteto e urbanista Ernst May para trabalhar no projeto da Nova Frankfurt. Ernst tinha poder político e financeiro em mãos para tentar resolver o problema da falta de habitação na cidade e junto de Margarete, eles trouxeram funcionalidade e forma para centenas de casas populares.
Margarete continuou trabalhando na cidade, projetando jardins de infância, lares estudantis, escolas e prédios comunitários. Foi em Frankfurt que ela conheceu Wilhelm Schütte, com quem se casou no ano seguinte.

## A Cozinha de Frankfurt

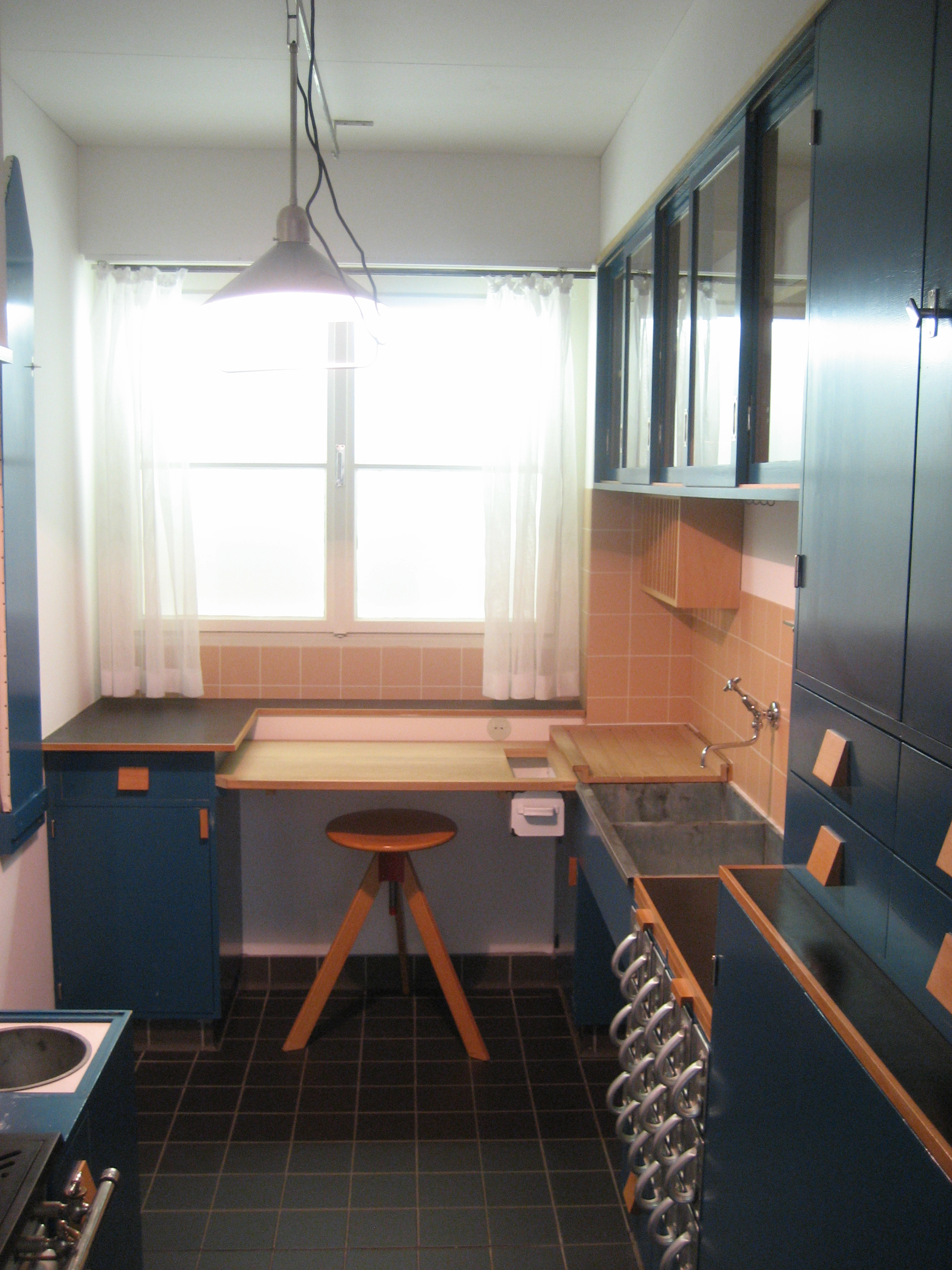
A Cozinha de Frankfurt

Como parte do projeto da Nova Frankfurt, Margarete criou o conceito da Cozinha de Frankfurt, em 1926. Era um protótipo de uma cozinha planejada e com móveis embutidos que hoje é o modelo padrão das cozinhas do Ocidente. Com base na pesquisa de Frederick Winslow Taylor e na sua própria, Margarete usou como modelo o vagão restaurante dos trens para criar o que ela chamou de "laboratório da dona de casa", onde usaria um espaço mínimo para oferecer o máximo de conforto e de equipamentos. O conselho da cidade de Frankfurt instalou dez mil unidades pré-fabricadas desta cozinha em todas as unidades residenciais construídas para a classe trabalhadora alemã.
| “ | Você ficariam chocados de saber que antes de conceber a ideia da Cozinha de Frankfurt, em 1926, eu nunca tinha cozinhado na vida. Na nossa casa em Viena era minha mãe que cozinhava e em Frankfurt eu sempre comia no [restaurante] Wirthaus. Criei a cozinha como uma arquiteta, não uma dona de casa. | ” |

Antes do projeto de Margarete, a cozinha não era um lugar frequentado pela família, sendo um lugar restrito aos empregados e às mulheres, com pouca ou nenhuma funcionalidade e até alguns perigos, como os fogões à lenha e a gás. O projeto de Margarete trouxe não apenas funcionalidade à cozinha, mas também tornou o espaço uma parte importante das residências, um local de convivência social e de lazer, para se cozinhar e servir bem às pessoas. A ideia era que esta nova mulher que trabalhava e cuidava da casa tivesse tudo à mão, acessível, planejado, sem desperdício de espaço, contando com uma boa divisão de armários e proporção dos elementos. O jogo de luzes, os materiais e as cores valorizariam o ambiente, trazendo uma sensação de conforto e bem-estar.

## As guerras mundiais
Com a situação política da República de Weimar se deteriorando rapidamente e com o crescimento da extrema direita, Margarete se juntou a uma equipe de dezessete arquitetos, conhecidos como a Brigada de May, liderada pelo arquiteto Ernst May. Em 1930, eles viajaram para Moscou, onde foram contratados por Stalin para o primeiro projeto de seu Plano de Metas, como a construção da cidade industrial de Magnitogorsk, situada nos Montes Urais. A cidade que nada mais era do que um amontoado de barracos, teria que ter 200 mil habitantes em alguns anos, a maioria para trabalhar na indústria do aço. A Brigada de May projetou cerca de 20 cidades em três anos, mas as condições de trabalho eram ruins, os resultados baixos e o Ernst May deixou o país em 1933, com o fim do contrato.
Tirando algumas breves viagens para o Japão e a China para aulas e palestras, Margarete permaneceu na União Soviética até 1937, quando o Grande Expurgo de Stalin tornou sua vida e de seu marido insustentável e perigosa. Eles então se mudaram primeiro para Londres e depois para Paris. Em 1938, Margarete e o marido foram para Istambul a convite da Academia de Belas Artes para lecionar arquitetura e lá se reencontraram com o arquiteto alemão exilado, Bruno Taut, que infelizmente veio a falecer pouco depois. Margarete projetou jardins de infância e escolas baseados nas ideias de Maria Montessori.
Com o começo da Segunda Guerra Mundial, Istambul era um lugar seguro para europeus e muitos artistas exilados foram parar na cidade turca, como Béla Bartók or Paul Hindemith. Junto de seu colega austríaco Herbert Eichholzer, Margarete organizou uma resistência comunista ao regime nazista em 1939. Ela se filiou ao Partido Comunista Austríaco (KPÖ), em 1940 e junto de Eichholzer voltou a Viena para se encontrar secretamente com a resistência austríaca. Ela concordou em conhecer o líder do movimento austríaco, Erwin Puschmann, apelidado de "Gerber" para estabelecer uma linha de comunicação com o movimento em Istambul. Mas quando se encontraram em um café na cidade, em 22 de janeiro de 1941, os dois foram surpreendidos e presos pela Gestapo, Eichholzer e todos os outros membros da resistência que foram presos naquele dia foram acusados de alta traição e sentenciados à morte e executados em 1943 pelo Volksgerichtshof. Margarete foi sentenciada a 15 anos de prisão e levada para Aichach, na Baviera, de onde foi libertada por tropas norte-americanas em 29 de abril de 1945.

## Pós-guerra
Com o fim da guerra, Margarete foi trabalhar em Sofia, na Bulgária e depois retornou a Viena em 1947. Suas fortes visões políticas e o fato de nunca ter renegado o comunismo, a impediram de receber diversos prêmios e comendas na Áustria, mesmo que seu trabalho fosse vital para a reconstrução do país. Ela acabou trabalhando na China, em Cuba, na Alemanha Oriental e em 1951 se separou do marido.
Ainda que tardiamente, seus feitos foram reconhecidos na Áustria, primeiro por suas atividades fora da arquitetura. Em 1977 recebeu uma medalha por trabalho pacifista e em 1978 uma medalha em reconhecimento por trabalhar com a resistência austríaca. Em 1980, recebeu um prêmio arquitetônico oferecido pela cidade de Viena.
Em 1985, publicou sua biografia, Erinnerungen aus dem Widerstand. Em 1988, ela recusou um prêmio oferecido pelo então presidente Kurt Waldheim, devido a atividades suspeitas da parte dele durante a guerra. Eventualmente, ela recebeu o prêmio em 1992. Em 1995, fez parte do grupo de sobreviventes austríacos do Holocausto que processou Jörg Haider por sua fala no parlamento, onde ele chamava os campos de concentração de "campos de prisioneiros".
Seu 100º aniversário em 1997 foi celebrado com uma dança rápida com o então prefeito de Viena, Michael Häupl.

## Morte
Margarete morreu em 18 de janeiro de 2000, em Viena, cinco dias antes de seu aniversário de 103 anos. Ela desenvolveu uma pneumonia depois de pegar uma gripe. Foi sepultada em um túmulo especial no Cemitério Central de Viena.

## Prêmios e honrarias
- Prêmio Arquitetônico da Cidade de Viena (1980)
- Austrian Decoration for Science and Art (1992)[9]
- Medalha de ouro por serviços prestados à República da Áustria (1997)[10]